# 古塔奧別金西卡
50°9′57″N 23°30′18″E / 50.16583°N 23.50500°E
古塔奧別金西卡（烏克蘭語：Гута Обединська），是烏克蘭西部的村莊，隸屬利維夫州的利維夫區。該村面積2.6平方公里，2001年人口153，人口密度每平方公里58.85人。